# スーパーソニックジェットボーイ
「スーパーソニックジェットボーイ」は、日本のロックバンド、THE HIGH-LOWSの3枚目のシングル。1996年1月25日発売。発売元はキティ。

## 解説
1曲目と2曲目はアルバムからのリカットだが、新たに録音し直されたシングルヴァージョンである。
収録されている「日曜日よりの使者 (SINGLE Version)」は、フジテレビ系の『ダウンタウンのごっつええ感じ』のエンディングテーマや、映画『ゼブラーマン』の主題歌に起用されて単独でシングルカットされたものとは別のバージョンである。

## 参加ミュージシャン
THE HIGH-LOWS
- 甲本ヒロト：ボーカル、ブルースハープ、ギター
- 真島昌利ギター、：ギター、コーラス
- 調先人：ベース、コーラス
- 大島賢治：ドラムス、コーラス

## 収録曲
| 全編曲: THE HIGH-LOWS。 |                                                                                   |                  |                  |       |
| #                       | タイトル                                                                          | 作詞             | 作曲             | 時間  |
| 1.                      | 「スーパーソニックジェットボーイ (SINGLE Version)」                               | 真島昌利         | 真島昌利         | 4:23  |
| 2.                      | 「日曜日よりの使者 (SINGLE Version)」                                             | 甲本ヒロト       | 甲本ヒロト       | 6:16  |
| 3.                      | 「ベートーベンをぶっとばせ（LIVE featuring 三宅伸治・Vo,G）」(日本語詞：三宅伸治) | チャック・ベリー | チャック・ベリー | 5:04  |
| 合計時間:               | 合計時間:                                                                         | 合計時間:        | 合計時間:        | 15:43 |

## 楽曲解説
1. スーパーソニックジェットボーイ (SINGLE Version)
TBS系「M'sな夜」のオープニングテーマ。
2. 日曜日よりの使者 (SINGLE Version)
ゴスペル風のコーラスで参加しているのはHICKSVILLEの真城めぐみ。彼女は昔、甲本が上京後にやっていたザ・コーツというバンドの追っかけをしていた。
3. ベートーベンをぶっとばせ（LIVE featuring 三宅伸治・Vo,G）
1995年9月7日、ハイロウズのクラブチッタ川崎でのライブに、甲本や真島の古くからの友人である三宅伸治がたまたま遊びに来ていて、アンコールに三宅が飛び入り参加して歌ったものを収録。このチャック・ベリーの「ロール・オーバー・ベートーヴェン」のカバー曲は、三宅のレパートリーのひとつであり、日本語詞も三宅の手によるものである。